# Липно
Лѝпно (на полски: Lipno) е град в Централна Полша, Куявско-Поморско войводство. 
Административен център е на Липновски окръг, както и на селската Липновска община, без да е част от нея. Самият град е обособен в самостоятелна градска община с площ 10,99 км2.

## Личности

### Родени в града
- Лешек Балцерович – полски икономист и политик